# Rugby sevens nos Jogos Olímpicos de Verão de 2016 - Masculino
O torneio masculino de rugby sevens nos Jogos Olímpicos de Verão de 2016 foi realizado entre os dias 9 e 11 de agosto no Estádio de Deodoro. Doze equipes participaram do evento.

## Calendário
|           | Terça 9 ago | Quarta 10 ago | Quarta 10 ago | Quinta 11 ago | Quinta 11 ago |
| --------- | ----------- | ------------- | ------------- | ------------- | ------------- |
| Masculino | Grupos      | Grupos        | Quartas       | Semi          | Final         |

## Medalhistas
As Fiji conquistaram uma medalha pela primeira vez em Olimpíadas e logo o ouro, depois de superarem a Grã-Bretanha. A África do Sul ficou com o bronze graças à vitória sobre o Japão.
|  | FIJ Fiji |  | GBR Grã-Bretanha |  | RSA África do Sul |
|  | Masivesi Dakuwaqa Apisai Domolailai Osea Kolinisau Semi Kunatani Viliame Mata Leone Nakarawa Vatemo Ravouvou Kitione Taliga Josua Tuisova Jerry Tuwai Jasa Veremalua Samisoni Viriviri |  | Mark Bennett Dan Bibby Phil Burgess Sam Cross James Davies Ollie Lindsay-Hague Ruaridh McConnochie Tom Mitchell Dan Norton Mark Robertson James Rodwell Marcus Watson |  | Cecil Afrika Tim Agaba Kyle Brown Juan de Jongh Justin Geduld Francois Hougaard Werner Kok Cheslin Kolbe Dylan Sage Kwagga Smith Philip Snyman Roscko Speckman |

## Qualificação
| Torneio                                          | Data                   | Local       | Vagas | Classificados  |
| ------------------------------------------------ | ---------------------- | ----------- | ----- | -------------- |
| País sede                                        | 2 de outubro 2009      | Copenhague  | 1     | Brasil         |
| Série Mundial de Rugby Sevens de 2014–15         | 17 de maio de 2015     | Vários      | 4     | Fiji           |
| Série Mundial de Rugby Sevens de 2014–15         | 17 de maio de 2015     | Vários      | 4     | Grã-Bretanha   |
| Série Mundial de Rugby Sevens de 2014–15         | 17 de maio de 2015     | Vários      | 4     | Nova Zelândia  |
| Série Mundial de Rugby Sevens de 2014–15         | 17 de maio de 2015     | Vários      | 4     | África do Sul  |
| Torneio CONSUR de 2015                           | 7 de junho de 2015     | Santa Fé    | 1     | Argentina      |
| Torneio NACRA de 2015                            | 14 de junho de 2015    | Cary        | 1     | Estados Unidos |
| Sevens Grand Prix Series da Rugby Europe de 2015 | 12 de julho de 2015    | Vários      | 1     | França         |
| Campeonato de Sevens da ARFU de 2015             | 8 de novembro de 2015  | Hong Kong   | 1     | Japão          |
| Campeonato de Sevens da Oceania de 2015          | 15 de novembro de 2015 | Auckland    | 1     | Austrália      |
| Torneio Africa Cup Sevens de 2015                | 15 de novembro de 2015 | Joanesburgo | 1     | Quênia         |
| Torneio qualificatório                           | 19 de junho de 2016    | Fontvieille | 1     | Espanha        |
| Total                                            | Total                  | Total       | 12    |                |

## Árbitros
Vinte árbitros foram selecionados pela World Rugby. Posteriormente, dois árbitros brasileiros foram incluídos como assistentes.
Torneio masculino
| - GBR Mike Adamson - ARG Federico Anselmi - NZL Nick Briant - RSA Ben Crouse - RSA Craig Joubert - NZL Richard Kelly - AUS Anthony Moyes | - AUS Matthew O'Brien - JPN Taku Otsuki - RSA Rasta Rasivhenge - FRA Alexandre Ruiz - RSA Marius van der Westhuizen - BRA Henrique Platais – assistente - BRA Ricardo Sant'Anna – assistente |

## Fase de grupos
As doze equipes integraram três grupos de quatro na primeira fase, totalizando três jogos para cada. Ao final dessa fase as duas primeiras colocadas de cada grupo, mais as duas melhores terceiro colocadas, se classificaram para as quartas de final. As equipes restantes avançaram para a disputa do nono ao décimo segundo lugar.
Todas as partidas seguem o fuso horário local (UTC−3).

### Grupo A
|  | Equipes classificadas para a fase seguinte |

| Pos | Seleção        | P | J | V | E | D | PF | PC | +/- |
| --- | -------------- | - | - | - | - | - | -- | -- | --- |
| 1   | Fiji           | 9 | 3 | 3 | 0 | 0 | 85 | 45 | +40 |
| 2   | Argentina      | 7 | 3 | 2 | 0 | 1 | 62 | 35 | +27 |
| 3   | Estados Unidos | 5 | 3 | 1 | 0 | 2 | 59 | 41 | +18 |
| 4   | Brasil         | 3 | 3 | 0 | 0 | 3 | 12 | 97 | –85 |

Ordenamento da classificação: 1) Pontos da classificação; 2) Saldo de pontos (marcados/sofridos); 3) Pontos a favor; 4) Confronto direto.
| 9 de agosto 13:00                                          |           |                                                              |                                                               |
| Estados Unidos                                             | 14–17     | Argentina                                                    | Estádio de Deodoro, Rio de Janeiro Árbitro: RSA Craig Joubert |
| Tries: Penalty try 11' c Barrett 12' c Conv.: Hughes (2/2) | Relatório | Tries: Müller 4' c Luna 8' m Moroni 14' m Conv.: Revol (1/3) | Estádio de Deodoro, Rio de Janeiro Árbitro: RSA Craig Joubert |

| 9 de agosto 13:30 |           |                                                                          |                                                                  |
| Fiji | 40–12     | Brasil                                                                   | Estádio de Deodoro, Rio de Janeiro Árbitro: ARG Federico Anselmi |
| Tries: Veremalua (2) 6' c, 12' c Kolinisau 8' c Tuisova (2) 9' m, 13' c Viriviri 10' c Conv.: Kolinisau (2/2) Ravouvou (3/4) | Relatório | Tries: Claro 4' m Albuquerque 14' c Conv.: L. Duque (0/1) A. Silva (1/1) | Estádio de Deodoro, Rio de Janeiro Árbitro: ARG Federico Anselmi |

| 9 de agosto 18:00                                                       |           |        |                                                                 |
| Estados Unidos                                                          | 26–0      | Brasil | Estádio de Deodoro, Rio de Janeiro Árbitro: AUS Matthew O'Brien |
| Tries: Niua 3' c Ebner 7' c Isles 13' m Unufe 14' c Conv.: Hughes (3/4) | Relatório |        | Estádio de Deodoro, Rio de Janeiro Árbitro: AUS Matthew O'Brien |

| 9 de agosto 18:30                                                                 |           |                                                    |                                                                  |
| Fiji                                                                              | 21–14     | Argentina                                          | Estádio de Deodoro, Rio de Janeiro Árbitro: RSA Rasta Rasivhenge |
| Tries: Tuisova 2' c Taliga (2) 11' c, 12' c Conv.: Ravouvou (1/1) Kolinisau (2/2) | Relatório | Tries: Sábato 5' c Álvarez 8' c Conv.: Revol (2/2) | Estádio de Deodoro, Rio de Janeiro Árbitro: RSA Rasta Rasivhenge |

| 10 de agosto 13:00                                                                        |           |        |                                                              |
| Argentina                                                                                 | 31–0      | Brasil | Estádio de Deodoro, Rio de Janeiro Árbitro: GBR Mike Adamson |
| Tries: Müller 4' m Revol 6' c Álvarez 7' c Schulz 11' c Bruzzone 13' m Conv.: Revol (3/5) | Relatório |        | Estádio de Deodoro, Rio de Janeiro Árbitro: GBR Mike Adamson |

| 10 de agosto 13:30                                                                                 |           |                                                                |                                                               |
| Fiji                                                                                               | 24–19     | Estados Unidos                                                 | Estádio de Deodoro, Rio de Janeiro Árbitro: NZL Richard Kelly |
| Tries: Kolinisau 6' c Ravouvou 7' m Mata 9' c Kunatani 12' m Conv.: Kolinisau (2/3) Ravouvou (0/1) | Relatório | Tries: Barrett 4' c Baker 8' c Ebner 13' m Conv.: Hughes (2/3) | Estádio de Deodoro, Rio de Janeiro Árbitro: NZL Richard Kelly |

### Grupo B
|  | Equipes classificadas para a fase seguinte |

| Pos | Seleção       | P | J | V | E | D | PF | PC | +/- |
| --- | ------------- | - | - | - | - | - | -- | -- | --- |
| 1   | África do Sul | 7 | 3 | 2 | 1 | 0 | 55 | 12 | +43 |
| 2   | França        | 7 | 3 | 2 | 0 | 1 | 57 | 45 | +12 |
| 3   | Austrália     | 7 | 3 | 2 | 0 | 1 | 52 | 48 | +4  |
| 4   | Espanha       | 3 | 3 | 0 | 0 | 3 | 17 | 76 | –59 |

Ordenamento da classificação: 1) Pontos da classificação; 2) Saldo de pontos (marcados/sofridos); 3) Pontos a favor; 4) Confronto direto.
| 9 de agosto 11:00                                     |           | |                                                              |
| Austrália                                             | 14–31     | França | Estádio de Deodoro, Rio de Janeiro Árbitro: GBR Mike Adamson |
| Tries: Parahi 8' c Jenkins 9' c Conv.: Stannard (2/2) | Relatório | Tries: Bouhraoua (3) 4' c, 6' c, 14' c Dall'igna 13' c Conv.: Bouhraoua (3/3) Inigo (1/1) Penais: Bouhraoua (1/1) 7' | Estádio de Deodoro, Rio de Janeiro Árbitro: GBR Mike Adamson |

| 9 de agosto 11:30                                                          |           |         |                                                             |
| África do Sul                                                              | 24–0      | Espanha | Estádio de Deodoro, Rio de Janeiro Árbitro: NZL Nick Briant |
| Tries: Afrika (2) 1' c, 7' c Senatla 8' m Snyman 12' m Conv.: Afrika (2/4) | Relatório |         | Estádio de Deodoro, Rio de Janeiro Árbitro: NZL Nick Briant |

| 9 de agosto 16:00                                                          |           |                                                    |                                                                  |
| Austrália                                                                  | 26–12     | Espanha                                            | Estádio de Deodoro, Rio de Janeiro Árbitro: RSA Rasta Rasivhenge |
| Tries: Clark 1' c Parahi 7' c Porch 8' m Foley 14' c Conv.: Stannard (3/4) | Relatório | Tries: Poggi (2) 2' m, 4' c Conv.: Hernández (1/2) | Estádio de Deodoro, Rio de Janeiro Árbitro: RSA Rasta Rasivhenge |

| 9 de agosto 16:30                                                            |           |        |                                                               |
| África do Sul                                                                | 26–0      | França | Estádio de Deodoro, Rio de Janeiro Árbitro: NZL Richard Kelly |
| Tries: Geduld 1' c Smith 4' c Kyle Brown 6' m Sage 12' c Conv.: Afrika (3/4) | Relatório |        | Estádio de Deodoro, Rio de Janeiro Árbitro: NZL Richard Kelly |

| 10 de agosto 11:00                                                             |           |                                         |                                                               |
| França                                                                         | 26–5      | Espanha                                 | Estádio de Deodoro, Rio de Janeiro Árbitro: AUS Anthony Moyes |
| Tries: Vakatawa (2) 4' c, 8' m Cler 10' c Aicardi 12' c Conv.: Bouhraoua (3/4) | Relatório | Tries: Sempere 14' m Conv.: Genua (0/1) | Estádio de Deodoro, Rio de Janeiro Árbitro: AUS Anthony Moyes |

| 10 de agosto 11:30                      |           |                                                      |                                                                |
| África do Sul                           | 5–12      | Austrália                                            | Estádio de Deodoro, Rio de Janeiro Árbitro: FRA Alexandre Ruiz |
| Tries: Senatla 11' m Conv.: Kolbe (0/1) | Relatório | Tries: Parahi 3' c Cusack 6' m Conv.: Stannard (1/2) | Estádio de Deodoro, Rio de Janeiro Árbitro: FRA Alexandre Ruiz |

### Grupo C
|  | Equipes classificadas para a fase seguinte |

| Pos | Seleção       | P | J | V | E | D | PF | PC | +/- |
| --- | ------------- | - | - | - | - | - | -- | -- | --- |
| 1   | Grã-Bretanha  | 9 | 3 | 3 | 0 | 0 | 73 | 45 | +28 |
| 2   | Japão         | 7 | 3 | 2 | 0 | 1 | 64 | 40 | +24 |
| 3   | Nova Zelândia | 5 | 3 | 1 | 1 | 1 | 59 | 40 | +19 |
| 4   | Quênia        | 3 | 3 | 0 | 0 | 3 | 19 | 90 | –71 |

Ordenamento da classificação: 1) Pontos da classificação; 2) Saldo de pontos (marcados/sofridos); 3) Pontos a favor; 4) Confronto direto.
| 9 de agosto 12:00                                                                                    |           |                                         |                                                                |
| Grã-Bretanha                                                                                         | 31–7      | Quênia                                  | Estádio de Deodoro, Rio de Janeiro Árbitro: FRA Alexandre Ruiz |
| Tries: Norton 2' m Burgess 4' c Bibby (2) 6' m, 12' c Bennett 7' c Conv.: Mitchell (3/4) Bibby (0/1) | Relatório | Tries: Odhiambo 8' c Conv.: Adema (1/1) | Estádio de Deodoro, Rio de Janeiro Árbitro: FRA Alexandre Ruiz |

| 9 de agosto 12:30                                  |           |                                                                |                                                                           |
| Nova Zelândia                                      | 12–14     | Japão                                                          | Estádio de Deodoro, Rio de Janeiro Árbitro: RSA Marius van der Westhuizen |
| Tries: Curry 6' c A. Ioane 10' m Conv.: Kaka (1/2) | Relatório | Tries: Goto 3' c Soejima 12' c Conv.: Lemeki (1/1) Sakai (1/1) | Estádio de Deodoro, Rio de Janeiro Árbitro: RSA Marius van der Westhuizen |

| 9 de agosto 17:00                                                |           |                                                                         |                                                             |
| Grã-Bretanha                                                     | 21–19     | Japão                                                                   | Estádio de Deodoro, Rio de Janeiro Árbitro: NZL Nick Briant |
| Tries: Rodwell (2) 1' c, 2' c Watson 13' c Conv.: Mitchell (3/3) | Relatório | Tries: Lemeki (2) 6' c, 14' m Sakai 11' c Conv.: Goya (1/1) Sakai (1/2) | Estádio de Deodoro, Rio de Janeiro Árbitro: NZL Nick Briant |

| 9 de agosto 17:30                                                                       |           |                                       |                                                                  |
| Nova Zelândia                                                                           | 28–5      | Quênia                                | Estádio de Deodoro, Rio de Janeiro Árbitro: ARG Federico Anselmi |
| Tries: Penalty try 3' c Ioane 4' c Pulu 11' c Ormond 14' c Conv.: Pulu (3/3) Kaka (1/1) | Relatório | Tries: Injera 1' m Conv.: Adema (0/1) | Estádio de Deodoro, Rio de Janeiro Árbitro: ARG Federico Anselmi |

| 10 de agosto 12:00                     |           |                                                                                       |                                                                 |
| Quênia                                 | 7–31      | Japão                                                                                 | Estádio de Deodoro, Rio de Janeiro Árbitro: AUS Matthew O'Brien |
| Tries: Injera 4' c Conv.: Oliech (1/1) | Relatório | Tries: Hano 1' c Lemeki (2) 7' c, 13' m Goya 9' m Penalty try 11' c Conv.: Goya (3/5) | Estádio de Deodoro, Rio de Janeiro Árbitro: AUS Matthew O'Brien |

| 10 de agosto 12:30                                             |           |                                                                   |                                                               |
| Nova Zelândia                                                  | 19–21     | Grã-Bretanha                                                      | Estádio de Deodoro, Rio de Janeiro Árbitro: RSA Craig Joubert |
| Tries: R. Ioane 9' m Ware 11' c Ormond 13' c Conv.: Kaka (2/3) | Relatório | Tries: Bennett 2' c Davies 5' c Norton 7' c Conv.: Mitchell (3/3) | Estádio de Deodoro, Rio de Janeiro Árbitro: RSA Craig Joubert |

### Melhores terceiro colocados
| Pos. | Gr. | Seleção        | P | J | V | E | D | PF | PC | +/- |
| ---- | --- | -------------- | - | - | - | - | - | -- | -- | --- |
| 1    | B   | Austrália      | 7 | 3 | 2 | 0 | 1 | 52 | 48 | +4  |
| 2    | C   | Nova Zelândia  | 5 | 3 | 1 | 0 | 2 | 59 | 40 | +19 |
| 3    | A   | Estados Unidos | 5 | 3 | 1 | 0 | 2 | 59 | 41 | +18 |

## Fase final
As vencedores das quartas de final avançaram para as semifinais, com as perdedoras disputando do quinto ao oitavo lugar. As equipes vencedores das semifinais partiram para a disputa de medalha de ouro e os perdedores para a disputa pelo bronze.
|  | Quartas de final   | Quartas de final |              |               | Semifinal           | Semifinal           |  |  | Disputa pelo ouro | Disputa pelo ouro |
|  |                    |                  |              |               |                     |                     |  |  |                   |                   |
|  | 10 de agosto       |                  |              |               |                     |                     |  |  |                   |                   |
|  |                    |                  |              |               |                     |                     |  |  |                   |                   |
|  | Fiji               | 12               |              |               |                     |                     |  |  |                   |                   |
|  | Fiji               | 12               | 11 de agosto |               |                     |                     |  |  |                   |                   |
|  | Nova Zelândia      | 7                |              |               |                     |                     |  |  |                   |                   |
|  | Nova Zelândia      | 7                | Fiji         | 20            |                     |                     |  |  |                   |                   |
|  | 10 de agosto       |                  | Fiji         | 20            |                     |                     |  |  |                   |                   |
|  |                    | Japão            | 5            |               |                     |                     |  |  |                   |                   |
|  | Japão              | Japão            | 5            | 12            |                     |                     |  |  |                   |                   |
|  | Japão              |                  | 11 de agosto | 12            |                     |                     |  |  |                   |                   |
|  | França             | 7                |              |               |                     |                     |  |  |                   |                   |
|  | França             | 7                | Fiji         | 43            |                     |                     |  |  |                   |                   |
|  | 10 de agosto       |                  | Fiji         | 43            |                     |                     |  |  |                   |                   |
|  |                    | Grã-Bretanha     | 7            |               |                     |                     |  |  |                   |                   |
|  | Grã-Bretanha (pro) | Grã-Bretanha     | 7            | 5             |                     |                     |  |  |                   |                   |
|  | Grã-Bretanha (pro) | 11 de agosto     |              | 5             |                     |                     |  |  |                   |                   |
|  | Argentina          | 0                |              |               |                     |                     |  |  |                   |                   |
|  | Argentina          | 0                | Grã-Bretanha | 7             | Disputa pelo bronze | Disputa pelo bronze |  |  |                   |                   |
|  | 10 de agosto       |                  | Grã-Bretanha | 7             | Disputa pelo bronze | Disputa pelo bronze |  |  |                   |                   |
|  |                    | África do Sul    | 5            |               |                     |                     |  |  |                   |                   |
|  | África do Sul      | África do Sul    | 5            | 22            | Japão               | 14                  |  |  |                   |                   |
|  | África do Sul      |                  |              | 22            | Japão               | 14                  |  |  |                   |                   |
|  | Austrália          | 5                |              | África do Sul | 54                  |                     |  |  |                   |                   |
|  | Austrália          | 5                |              |               | 54                  |                     |  |  |                   |                   |
|  |                    |                  |              |               |                     |                     |  |  | 11 de agosto      |                   |
|  |                    |                  |              |               |                     |                     |  |  |                   |                   |

|  | Classificação 5–8 | Classificação 5–8 |    |              | Disputa pelo 5º lugar | Disputa pelo 5º lugar |  |
|  |                   |                   |    |              |                       |                       |  |
|  | 11 de agosto      |                   |    |              |                       |                       |  |
|  | Nova Zelândia     | 24                |    |              |                       |                       |  |
|  | França            | 19                |    |              |                       |                       |  |
|  |                   |                   |    |              |                       |                       |  |
|  |                   |                   |    |              | 11 de agosto          |                       |  |
|  |                   |                   |    |              | Nova Zelândia         | 17                    |  |
|  |                   | Argentina         | 14 |              |                       |                       |  |
|  |                   |                   |    |              |                       |                       |  |
|  |                   |                   |    |              |                       |                       |  |
|  |                   |                   |    |              | Disputa pelo 7º lugar |                       |  |
|  | 11 de agosto      | 11 de agosto      |    | 11 de agosto | 11 de agosto          |                       |  |
|  | Argentina         | 26                |    | França       | 12                    |                       |  |
|  | Austrália         | 21                |    |              | Austrália             | 10                    |  |

|  | Classificação 9–12 | Classificação 9–12 |    |              | Disputa pelo 9º lugar  | Disputa pelo 9º lugar |  |
|  |                    |                    |    |              |                        |                       |  |
|  | 11 de agosto       |                    |    |              |                        |                       |  |
|  | Estados Unidos     | 24                 |    |              |                        |                       |  |
|  | Brasil             | 12                 |    |              |                        |                       |  |
|  |                    |                    |    |              |                        |                       |  |
|  |                    |                    |    |              | 11 de agosto           |                       |  |
|  |                    |                    |    |              | Estados Unidos         | 24                    |  |
|  |                    | Espanha            | 12 |              |                        |                       |  |
|  |                    |                    |    |              |                        |                       |  |
|  |                    |                    |    |              |                        |                       |  |
|  |                    |                    |    |              | Disputa pelo 11º lugar |                       |  |
|  | 11 de agosto       | 11 de agosto       |    | 11 de agosto | 11 de agosto           |                       |  |
|  | Espanha            | 14                 |    | Brasil       | 0                      |                       |  |
|  | Quênia             | 12                 |    |              | Quênia                 | 24                    |  |

### Classificação 9º–12º lugar
| 10 de agosto 16:00                                                  |           |                                                                  |                                                            |
| Estados Unidos                                                      | 24–12     | Brasil                                                           | Estádio de Deodoro, Rio de Janeiro Árbitro: RSA Ben Crouse |
| Tries: Isles (3) 4' m, 7' m, 10' c Barrett 6' c Conv.: Hughes (2/4) | Relatório | Tries: D. Sancery 3' m Bourda-Couhet 11' c Conv.: L. Duque (1/2) | Estádio de Deodoro, Rio de Janeiro Árbitro: RSA Ben Crouse |

| 10 de agosto 16:30                                 |           |                                                                       |                                                             |
| Espanha                                            | 14–12     | Quênia                                                                | Estádio de Deodoro, Rio de Janeiro Árbitro: JPN Taku Otsuki |
| Tries: Poggi (2) 7' c, 8' c Conv.: Hernández (2/2) | Relatório | Tries: Amonde 4' m Odhiambo 12' c Conv.: Adema (0/1) Oliech (1/1) 12' | Estádio de Deodoro, Rio de Janeiro Árbitro: JPN Taku Otsuki |

##### Disputa pelo 11º lugar
| 11 de agosto 12:30 |           |                                                                                               |                                                                |
| Brasil             | 0–24      | Quênia                                                                                        | Estádio de Deodoro, Rio de Janeiro Árbitro: FRA Alexandre Ruiz |
|                    | Relatório | Tries: Odhiambo (3) 1' m, 6' c, 10 c Ambaka 8' m Conv.: Oliech (1/2) Injera (0/1) Adema (1/1) | Estádio de Deodoro, Rio de Janeiro Árbitro: FRA Alexandre Ruiz |

#### Disputa pelo 9º lugar
| 11 de agosto 13:00                                                                    |           |                                                                   |                                                                  |
| Estados Unidos                                                                        | 24–12     | Espanha                                                           | Estádio de Deodoro, Rio de Janeiro Árbitro: RSA Rasta Rasivhenge |
| Tries: Barrett 4' c Isles (2) 7' m, 14' m Unufe 12' c Conv.: Hughes (1/2) Wyles (1/2) | Relatório | Tries: Fontes 2' m López 10' c Conv.: Genua (0/1) Hernández (1/1) | Estádio de Deodoro, Rio de Janeiro Árbitro: RSA Rasta Rasivhenge |

### Classificação 5º–8º lugar
| 11 de agosto 13:30                                                         |           |                                                                  |                                                                  |
| Nova Zelândia                                                              | 24–19     | França                                                           | Estádio de Deodoro, Rio de Janeiro Árbitro: ARG Federico Anselmi |
| Tries: Ware (2) 2' m, 12' c A. Ioane 8' m R. Ioane 10' c Conv.: Kaka (2/4) | Relatório | Tries: Parez (2) 4' c, 7' m Valleau 14' c Conv.: Bouhraoua (2/3) | Estádio de Deodoro, Rio de Janeiro Árbitro: ARG Federico Anselmi |

| 11 de agosto 14:00                                                      |           |                                                               |                                                                           |
| Argentina                                                               | 26–21     | Austrália                                                     | Estádio de Deodoro, Rio de Janeiro Árbitro: RSA Marius van der Westhuizen |
| Tries: Revol (2) 7' m, 10' c Moroni (2) 11' c, 14' c Conv.: Revol (3/4) | Relatório | Tries: Cusack (2) 1' c, 2' c Foley 6' c Conv.: Stannard (3/3) | Estádio de Deodoro, Rio de Janeiro Árbitro: RSA Marius van der Westhuizen |

#### Disputa pelo 7º lugar
| 11 de agosto 17:30                                         |           |                                                           |                                                             |
| França                                                     | 12–10     | Austrália                                                 | Estádio de Deodoro, Rio de Janeiro Árbitro: NZL Nick Briant |
| Tries: Bouhraoua 6' m Candelon 8' c Conv.: Bouhraoua (1/2) | Relatório | Tries: Hutchison 1' m Jenkins 13' m Conv.: Stannard (0/2) | Estádio de Deodoro, Rio de Janeiro Árbitro: NZL Nick Briant |

#### Disputa pelo 5º lugar
| 11 de agosto 18:00                                                              |           |                                                     |                                                               |
| Nova Zelândia                                                                   | 17–14     | Argentina                                           | Estádio de Deodoro, Rio de Janeiro Árbitro: RSA Craig Joubert |
| Tries: A. Ioane 5' m Mikkelson 9' m R. Ioane 11' c Conv.: Pulu (0/2) Kaka (1/1) | Relatório | Tries: Imhoff 13' c Moroni 14' c Conv.: Revol (2/2) | Estádio de Deodoro, Rio de Janeiro Árbitro: RSA Craig Joubert |

### Quartas de final
| 10 de agosto 17:00                                                     |           |                                    |                                                                  |
| Fiji                                                                   | 12–7      | Nova Zelândia                      | Estádio de Deodoro, Rio de Janeiro Árbitro: RSA Rasta Rasivhenge |
| Tries: Kolinisau 2' m Tuwai 8' c Conv.: Ravouvou (0/1) Kolinisau (1/1) | Relatório | Tries: Kaka 6' c Conv.: Pulu (1/1) | Estádio de Deodoro, Rio de Janeiro Árbitro: RSA Rasta Rasivhenge |

| 10 de agosto 17:30                              |           |                                         |                                                               |
| Japão                                           | 12–7      | França                                  | Estádio de Deodoro, Rio de Janeiro Árbitro: NZL Richard Kelly |
| Tries: Tuqiri 8' m Goto 7' c Conv.: Sakai (1/2) | Relatório | Tries: Cler 4' c Conv.: Bouhraoua (1/1) | Estádio de Deodoro, Rio de Janeiro Árbitro: NZL Richard Kelly |

| 10 de agosto 18:00                      |           |                     |                                                                |
| Grã-Bretanha                            | 5–0 (pro) | Argentina           | Estádio de Deodoro, Rio de Janeiro Árbitro: FRA Alexandre Ruiz |
| Tries: Bibby 18' Penais: Mitchell (0/1) | Relatório | Penais: Revol (0/1) | Estádio de Deodoro, Rio de Janeiro Árbitro: FRA Alexandre Ruiz |

| 10 de agosto 18:30                                                            |           |                                       |                                                              |
| África do Sul                                                                 | 22–5      | Austrália                             | Estádio de Deodoro, Rio de Janeiro Árbitro: GBR Mike Adamson |
| Tries: Speckman 3' m Senatla 5' m, 12' m Kyle Brown 10' c Conv.: Afrika (1/4) | Relatório | Tries: Cusack 7' m Conv.: Clark (0/1) | Estádio de Deodoro, Rio de Janeiro Árbitro: GBR Mike Adamson |

### Semifinal
| 11 de agosto 14:30                                                                                |           |                                      |                                                              |
| Fiji                                                                                              | 20–5      | Japão                                | Estádio de Deodoro, Rio de Janeiro Árbitro: GBR Mike Adamson |
| Tries: Ravouvou 1' m Tuisova 6' m Kunatani 9' m Tuwai 10' m Conv.: Ravouvou (0/3) Kolinisau (0/1) | Relatório | Tries: Goto 4' m Conv.: Lemeki (0/1) | Estádio de Deodoro, Rio de Janeiro Árbitro: GBR Mike Adamson |

| 11 de agosto 15:00                       |           |                                            |                                                               |
| Grã-Bretanha                             | 7–5       | África do Sul                              | Estádio de Deodoro, Rio de Janeiro Árbitro: NZL Richard Kelly |
| Tries: Norton 8' c Conv.: Mitchell (1/1) | Relatório | Tries: Kyle Brown 2' m Conv.: Afrika (0/1) | Estádio de Deodoro, Rio de Janeiro Árbitro: NZL Richard Kelly |

### Disputa pelo bronze
| 11 de agosto 18:30                                |           | |                                                                |
| Japão                                             | 14–54     | África do Sul | Estádio de Deodoro, Rio de Janeiro Árbitro: FRA Alexandre Ruiz |
| Tries: Kuwazuru 8' c Goya 11' c Conv.: Goya (2/2) | Relatório | Tries: De Jongh 1' c Speckman (3) 3' c, 10' c, 19' c Afrika (2) 12' c, 15' c Geduld 17' m Kolbe 20' c Conv.: Afrika (5/6) Geduld (2/2) | Estádio de Deodoro, Rio de Janeiro Árbitro: FRA Alexandre Ruiz |

### Final
| 11 de agosto 19:00 |           |                                         |                                                                  |
| Fiji | 43–7      | Grã-Bretanha                            | Estádio de Deodoro, Rio de Janeiro Árbitro: RSA Rasta Rasivhenge |
| Tries: Kolinisau 1' m Tuwai 3' c Veremalua 7' m Nakarawa 8' m Ravouvou 10' c Tuisova 14' c Mata 19' c Conv.: Ravouvou (1/2) Kolinisau (2/4) Taliga (1/1) | Relatório | Tries: Norton 16' c Conv.: Watson (1/1) | Estádio de Deodoro, Rio de Janeiro Árbitro: RSA Rasta Rasivhenge |

## Classificação final
| Pos.              | Equipe         | Jogos | Pontos | Méd. pts. | Tries | Méd. tries |
| ----------------- | -------------- | ----- | ------ | --------- | ----- | ---------- |
| Medalha de ouro   | Fiji           | 6     | 160    | 26.67     | 26    | 4.33       |
| Medalha de prata  | Grã-Bretanha   | 6     | 92     | 15.33     | 14    | 2.33       |
| Medalha de bronze | África do Sul  | 6     | 136    | 22.67     | 22    | 3.67       |
| 4                 | Japão          | 6     | 95     | 15.83     | 15    | 2.50       |
| 5                 | Nova Zelândia  | 6     | 107    | 17.83     | 17    | 2.83       |
| 6                 | Argentina      | 6     | 102    | 17.00     | 16    | 2.67       |
| 7                 | França         | 6     | 95     | 15.83     | 14    | 2.33       |
| 8                 | Austrália      | 6     | 88     | 14.67     | 14    | 2.33       |
| 9                 | Estados Unidos | 5     | 107    | 21.4      | 17    | 3.40       |
| 10                | Espanha        | 5     | 43     | 8.6       | 7     | 1.40       |
| 11                | Quênia         | 5     | 55     | 11.00     | 9     | 1.80       |
| 12                | Brasil         | 5     | 24     | 4.8       | 4     | 0.80       |